# Сир из уља
Сир из уља је кулинираски специјалитет који је био богат оброк, који се у прошлости сервирао за специјалне госте или у посебним приликама и није био свакодневна ђаконија на херцеговачким и далматинским и црногорским софрама иако се у овим крајевима највише производио. Идеалан је за сервирање као прилог уз далматинску или херцеговачку пршуту и друге врсте сувог меса у комбинацији са аутохтоним сортама црног вина нпр. вранац.

## Начин производње
Овај специјалитет од млека припрема се тако што се се пуномасни "колут" (популарна "груда") сира прво десетак дана просуши на ваздуху, све док не постигне одговарајућу тврдоћу. За припрему овог специјалитета може се користитити крављи, козји или овчи сир.
Тако припремљен суви сир се ставља у тегле керамичко или слично посуђе, по могућности у једном комаду, без сечења (може се и резати, уколико је посуда мањег промера). Посуда се затим напуни уљима до нивоа који је за неколико центиметара изнад сира.
У прошлости се користило искључиво маслиново уље а нешто касније због високе цене маслиноовог уља данас се користи и мешавина маслиновог и сунцокретовог уља или чисто сунцокретово уље. Међутим у богатијим трговачким домаћинствима у Далмацији или онима у Херцегоовини, која су обично стоку продавала у Далмацији, у овом производу могло се наћи искључиво маслиново уље. 
Сир потопљен у уље одлагао се на мрачна и прохладна места, обично избе у којима се чувало и суво месо, и ту је дозревао око два месеца.
Овако припремљен специјалитет (који се у Далмацији, обично припрема само од маслиновог уља) у Херцеговини се припрема више од сунцокретовог.
Грци одавно на европско тржиште пласирају своју чувену "фету" светски бренд сира са маслиновим уљем и зачинима карактеристичним за њихово поднебље. 
У Србији се данас производи Српски козји сир у маслиновом уљу са додатком 5 лековитих трава. Овај сир спада у ред најквалитетнијих сирева у Европи јер је  природни-органски производ са подручја Горње Пчиње (тромеђа Бугарске, Србије и Македоније у нетакнутој природи на нв преко 1.000 метара надморске висине) и са посебном технологијом одлежавања у дрвеним кацама од беле букве са дрвеним обручима. По одређеном времену одлежавања сир се конфекционира у теглама а затим прелива хладно цеђеним маслиновим уљем. Од момента муже до конзумације сир мора да одлежи 365 дана да би се потом испоручио купцу. Паковање тегла је бруто 1010 грама.   
Високе цена маслиновог уља у прошлости па и данас учиниле су да овај производ буде деликатес само за изузетне госте и сладокусце.

## Састав и нутритивна вредност козјег сира у маслиновом уљу
Састав
- Полутврди пуномсни стари козји сир (са мин 45% ММуСМ сира)
- Екстра-девичанско маслиново уље,
- Сушено зачинско биље (чубар, рузмарин сушени плод клеке)
- Кухињска со

Нутритивна вредност
У просечно у 100g сира у маслиноовом уљу налази се:
- Енергетска вредност: 2136 KJ / 510 kcal
- Протеини: 14 g
- Угљени хидрати: 2,2 g (од чега шећери: 0,7 g
- Масти: 50 g (од чега засићене масне киселине: 14 g)
- Влакна: 1,5 g
- Натријум: 500 mg